# Фулк III (Анжу)
Фулк III (на френски: Foulques III, Foulques Nerra, le Noir; * 970, † 21 юни 1040, Мец) от Първи Дом Анжу (Ингелгериди), наричан след смъртта му Черния (Нера), е от 987 г. до смъртта си граф на Анжу.

## Произход
Той е син на граф Годфроа I Сивата мантия († 987) и на съпругата му Адела от Вермандоа († 974), дъщеря на граф Роберт дьо Вермандоа, граф на Мо и Троа.

## Биография
Фулк III е почти винаги във военни конфликти със съседите си. От 987 до 1040 г. той създава манастири и повече от сто замъка. Той прави четири поклонения до Светите земи (през 1002, 1008, 1034 и 1040 г.).
Той умира на 21 юни 1040 г. в Мец по време на четвъртото си поклонение. Погребан е в построения от него манастир през 1007 г. или в този, подарен от него през 1020 г. при Анже.
Авторът на Gesta Ambaziensium Dominorum („Деянията на господарите на Амбоаз“) го титулира като консул и нарича Фулк „другия Цезар“.

## Брак и потомство
Фулк III се жени два пъти:
∞ 1. пр. 990 за Елизабет от Вандом († декември 999), дъщеря на граф Бушар I от Вандом и на Елизабета от Мелюн, от която има дъщеря:
- Адела или Агнеса Анжуйска († 1033/35), наследничка на чичо си по майчина линия Рено († 1017), граф на Вандом. Омъжва се 1016/20 г. за Бодон (* 997, † 1023), син на граф Ландри от Невер

∞ 2. ок. 1000 за Хилдегарда († 1 април 1046, Йерусалим, погребана в Гробната църква), с неизвестен произход. След смъртта му става монахиня. От нея има син и дъщеря:
- Гофроа II, нар. Мартел (* 1006, † 1060), от 1040 граф на Анжу и от 1044 на Тур
- Ерменгарда Анжуйска (* 1018, † 1076); ∞ 1.ок. 1035 за Жофроа II дьо Гатине († 1043/ 46), граф на Гатине и Шато Ландон, техните деца са Плантагенетите 2. ок. 1047 за херцог Робер I Бургундски († 1076), син на френския крал Робер II